# Heartless (canção de Kanye West)
"Heartless" (em português: Cruel, Insensível) é o segundo single do rapper americano Kanye West em seu quarto álbum de estúdio 808's & Heartbreak. Assim como o single anterior Love Lockdown, a canção possui vocais Auto-Tune processados. O lançamento do single ocorreu no iTunes em 4 de Novembro de 2008.

## Videoclipe
O clipe de Heartless estreou dia 7 de Novembro de 2008 no blog de Kanye. O vídeo foi dirigido por Hype Williams e usa a técnica de animação por rotoscópio que Kanye diz que foi inspirada no filme de animação de 1981 American Pop, onde muitas animações de personagens foram traçadas através de materiais de filme e foram filmadas.
Este é o primeiro vídeo animado dirigido por Hype.
| Paradas (2008)                                  | Melhor posição |
| ----------------------------------------------- | -------------- |
| Estados Unidos - Billboard Hot Videoclip Tracks | 1              |

## Formatos e faixas
iTunes - Download digital
1. "Heartless" - 3:31

CD single
1. "Heartless" (versão do álbum) - 3:31
2. "Heartless" (instrumental) - 3:30

## Pessoal
- Escrito por: Kanye West, Ernest Wilson, Scott Mescudi, M. Jones
- Produzido por: Kanye West & No I.D
- Gravado por: Andrew Dawson & Anthony Kilhoffer
- Teclado: Jeff Bhasker
- Engenheiro de Mix: Manny Marroquin
- Engenheiros assistentes: Christian Plata & Erik Madrid

## Desempenho nas Paradas
Na semana que terminou em 22 de Novembro, a canção estreou em 15º lugar no Global Track Chart, a parada mundial, com 146.000 pontos. Nos Estados Unidos, a estreia no Hot 100 foi em quarto lugar no mesmo dia.

### Paradas
| Paradas (2008/2009)                       | Melhor posição |
| ----------------------------------------- | -------------- |
| Austrália - Parada de Singles             | 40             |
| Bulgária - Top 40                         | 13             |
| Canadá - Hot 100                          | 8              |
| Estados Unidos - Hot 100                  | 2              |
| Estados Unidos - Pop 100                  | 5              |
| Estados Unidos - Hot R&B/Hip Hop Songs    | 4              |
| Estados Unidos - Hot Rap Tracks           | 1              |
| Europa - EURO 200                         | 27             |
| Irlanda - Parada de Singles               | 11             |
| Nova Zelândia - RIANZ - Parada de Singles | 6              |
| Reino Unido - UK Singles Chart            | 10             |
| Suécia - Parada de Singles                | 17             |
| Suíça - Parada de Singles                 | 46             |
| Turquia - Top 20                          | 4              |
| Mundo - United World Chart                | 7              |

### Vendas e certificações
| País           | Vendas     | Certificação |
| Estados Unidos | 1,913,585+ | 2× Platina   |

### Desempenho - United World Chart
| 1  | 15  | 146.000 | 146.000   |
| 2  | 27  | 93.000  | 239.000   |
| 3  | 37  | 78.000  | 317.000   |
| 4  | 28¹ | 89.000  | 406.000   |
| 5  | 22  | 112.000 | 518.000   |
| 6  | 14  | 148.000 | 666.000   |
| 7  | 9   | 255.000 | 921.000   |
| 8  | 11  | 205.000 | 1.126.000 |
| 9  | 8   | 215.000 | 1.341.000 |
| 10 | 7   | 207.000 | 1.522.000 |
| 11 | 8   | 198.000 | 1.720.000 |
| 12 | 10  | 175.000 | 1.895.000 |

[ ¹ ] - retorno após uma semana fora

### Trajetórias
| Estados Unidos - Billboard Hot 100 | Estados Unidos - Billboard Hot 100 | Estados Unidos - Billboard Hot 100 | Estados Unidos - Billboard Hot 100 | Estados Unidos - Billboard Hot 100 | Estados Unidos - Billboard Hot 100 | Estados Unidos - Billboard Hot 100 | Estados Unidos - Billboard Hot 100 | Estados Unidos - Billboard Hot 100 | Estados Unidos - Billboard Hot 100 | Estados Unidos - Billboard Hot 100 | Estados Unidos - Billboard Hot 100 | Estados Unidos - Billboard Hot 100 | Estados Unidos - Billboard Hot 100 | Estados Unidos - Billboard Hot 100 | Estados Unidos - Billboard Hot 100 | Estados Unidos - Billboard Hot 100 | Estados Unidos - Billboard Hot 100 | Estados Unidos - Billboard Hot 100 | Estados Unidos - Billboard Hot 100 | Estados Unidos - Billboard Hot 100 | Estados Unidos - Billboard Hot 100 | Estados Unidos - Billboard Hot 100 | Estados Unidos - Billboard Hot 100 | Estados Unidos - Billboard Hot 100 | Estados Unidos - Billboard Hot 100 | Estados Unidos - Billboard Hot 100 | Estados Unidos - Billboard Hot 100 | Estados Unidos - Billboard Hot 100 | Estados Unidos - Billboard Hot 100 | Estados Unidos - Billboard Hot 100 | Estados Unidos - Billboard Hot 100 | Estados Unidos - Billboard Hot 100 | Estados Unidos - Billboard Hot 100 | Estados Unidos - Billboard Hot 100 | Estados Unidos - Billboard Hot 100 | Estados Unidos - Billboard Hot 100 |
| Semana                             | 1                                  | 2                                  | 3                                  | 4                                  | 5                                  | 6                                  | 7                                  | 8                                  | 9                                  | 10                                 | 11                                 | 12                                 | 13                                 | 14                                 | 15                                 | 16                                 | 17                                 | 18                                 | 19                                 | 20                                 | 21                                 | 22                                 | 23                                 | 24                                 | 25                                 | 26                                 | 27                                 | 28                                 | 29                                 | 30                                 | 31                                 | 32                                 | 33                                 | 34                                 | 35                                 | 36                                 |
| ---------------------------------- | ---------------------------------- | ---------------------------------- | ---------------------------------- | ---------------------------------- | ---------------------------------- | ---------------------------------- | ---------------------------------- | ---------------------------------- | ---------------------------------- | ---------------------------------- | ---------------------------------- | ---------------------------------- | ---------------------------------- | ---------------------------------- | ---------------------------------- | ---------------------------------- | ---------------------------------- | ---------------------------------- | ---------------------------------- | ---------------------------------- | ---------------------------------- | ---------------------------------- | ---------------------------------- | ---------------------------------- | ---------------------------------- | ---------------------------------- | ---------------------------------- | ---------------------------------- | ---------------------------------- | ---------------------------------- | ---------------------------------- | ---------------------------------- | ---------------------------------- | ---------------------------------- | ---------------------------------- | ---------------------------------- |
| Posição                            | 4                                  | 12                                 | 21                                 | 19                                 | 16                                 | 7                                  | 4                                  | 4                                  | 5                                  | 3                                  | 3                                  | 4                                  | 3                                  |                                    |                                    |                                    |                                    |                                    |                                    |                                    |                                    |                                    |                                    |                                    |                                    |                                    |                                    |                                    |                                    |                                    |                                    |                                    |                                    |                                    |                                    |                                    |